# Белл, Артур Эрнест
Профессор Эрнест Артур Белл (англ. Ernest Arthur Bell; 1926—2006) британский биохимик, директор Королевских ботанических садов в Кью с 1981 до 1988 года, первый биохимик, который был назначен на эту должность.

## Биография
Белл родился 20 июня 1926 года в городе Ньюкасл-апон-Тайн и учился там в школе «Dame Allan’s School». Он получил степень по химии в Даремском университете и степень доктора в Тринити Колледж, Дублин.
Профессиональную деятельность Он начал в компании «Imperial Chemical Industries» в 1946 году, как химик-исследователь. В 1947 году он получил должность исследователя в Тринити-колледже в Дублине. В 1949 году он стал преподавателем биохимии в Королевском колледже в Лондоне, где он стал профессором биологии и заведующим кафедры наук о растениях в 1972 году. Он был вице-президентом Лондонского Линнеевского общества с 1982 до 1986 года.
Эрнест Артур Белл был награждён наиболее уважаемым орденом Бани в 1987 году.
Он женился на Джин Огилви в 1952 году, они имели трое детей — двое сыновей и дочь.
Эрнест Артур Белл умер в больнице Святого Георгия в Лондоне 11 июня 2006 года.